# Adão Iturrusgarai
Adão Iturrusgarai (Cachoeira do Sul, 1965) es uno de los humoristas e historietistas más importantes de Brasil. Su familia es de origen vasco.
Su primer dibujo fue publicado en el "Jornal do Povo" cuando tenía 17 años. A los 18 años se mudó a Porto Alegre para estudiar 'Publicidade e Propaganda'. Estudió también 'Artes plásticas', pero no logró concluir los estudios.
En 1991 publica en la revista Dundum y viaja a París. En Francia publica en las revistas "Chacal Puant" y "Flag". En 1993 regresa a Brasil y se establece en São Paulo. En 1994 lanza la revista Big Bang Bang que apenas alcanza cuatro números publicados. Fue redactor de programas humorísticos de televisión, entre ellos TV Colosso y el espectáculo Casseta & Planeta, ambos de TV Globo. En 1994 se incorporó al trío "Los 3 amigos" de Angeli, Laerte y Glauco. Su trabajo fue publicado en varias revistas brasileñas, como "Chiclete com Banana", "Bundas", "Veja", "General" y "Vírus", entre otras.También colaboró en las revistas "Caros Amigos" y "Capricho"
Actualmente publica su tira cómica diaria Aline en dos diarios brasileños ("Folha de S.Paulo" y "O Liberal"). Publica sus tiras en la revista "Internazionale" de Italia, en el "Correio da Manhã" de Portugal y en la revista "Guapo" de Argentina. Ha recibido varios premios y sus tiras cómicas son editados por Devir y distribuidos en Brasil, Portugal y España. Iturrusgarai vive hoy en día en Patagonia con su mujer y hijos.
Las tiras de cómics (caricaturas) de Iturrusgarai son famosas por la forma de humor que emplea, un humor provocativo, inteligente y audáz. Temas como sexo, homosexualidad, libertinaje que se ve frecuentemente en la vida común son el eje de sus tiras.

## Algunos personajes y temas
- Aline – es el personaje más famoso. Trata de las aventuras sexuales de una joven de unos 20 años, así como de sus dos esposos, Otto y Pedro. En la versión animada hecha para el canal de televisión Cartoon Network, en el bloque para adultos (adult swim), esta tiene la voz de Fernanda Fernandes.
- Rocky & Hudson – son historias de una pareja homosexual en pleno viejo oeste, en medio de machos y bandidos.
- La Vie en Rose - tiras cómicas con temas variados que tratan sobre situaciones de la vida cotidiana.
- Familia Bíceps - sobre una familia de musculosos que utilizan la fuerza para todo.